# Official Handbook of the Marvel Universe
O Official Handbook of the Marvel Universe (Manual Oficial do Universo Marvel) é um guia enciclopédico que detalha o universo ficcional apresentado nas publicações da Marvel Comics. A série original de 15 volumes foi publicada em formato de quadrinhos em 1982, seguida de atualizações esporádicas.